# Carrie (Europe)
Carrie è una power ballad del gruppo musicale svedese Europe, estratta come terzo singolo dall'album The Final Countdown nel gennaio 1987.
Il brano venne scritto dal frontman Joey Tempest e il tastierista Mic Michaeli nel 1985. Una prima versione del pezzo, strutturata solamente su voce e tastiera, venne eseguita durante i concerti del tour svedese di quello stesso anno. Nella versione finale contenuta nell'album The Final Countdown viene invece coinvolta l'intera band. Negli anni è stato molto spesso eseguito anche in versione acustica, come si può vedere nei DVD Live from the Dark e Live! At Shepherd's Bush, London. Il brano è diventato il singolo di maggior successo del gruppo nelle classifiche statunitensi, dove raggiunse il terzo posto della Billboard Hot 100.
Nel 2014 è stata indicata come la 18ª più grande power ballad di tutti i tempi da Yahoo! Musica.

## Tracce
1. Carrie – 4:30 (Joey Tempest, Mic Michaeli)
2. Love Chaser – 3:30 (Tempest)

### Lato B
Il lato B del singolo è Love Chaser, brano anch'esso incluso e precedentemente estratto come singolo (solo in Giappone) dall'album The Final Countdown.

## Formazione
- Joey Tempest – voce
- John Norum – chitarra
- John Levén – basso
- Mic Michaeli – tastiera
- Ian Haugland – batteria

## Classifiche
| Classifica (1987)             | Posizione massima |
| ----------------------------- | ----------------- |
| Austria                       | 15                |
| Belgio (Fiandre)              | 7                 |
| Canada                        | 9                 |
| Finlandia                     | 23                |
| Francia                       | 11                |
| Germania                      | 22                |
| Irlanda                       | 10                |
| Italia                        | 11                |
| Paesi Bassi                   | 13                |
| Regno Unito                   | 22                |
| Spagna                        | 20                |
| Stati Uniti                   | 3                 |
| Stati Uniti (mainstream rock) | 35                |
| Svizzera                      | 10                |

### Classifiche di fine anno
| Classifica (1987) | Posizione |
| ----------------- | --------- |
| Italia            | 76        |